# Jordi Masquef i Creus
Jordi Masquef i Creus (Figueres, Alt Empordà, 7 de març de 1980) és un polític i advocat català, actual alcalde de Figueres des del 2023.
Llicenciat en Dret per la Universitat de Girona i màster en assessoria i gestió tributària per l'Escola Superior d'Administració i Direcció d'Empreses (ESADE) de Barcelona, Masquef ha exercit d'advocat i d'assessor fiscal per a diferents empreses de consultoria. També ha exercit la docència a ESADE i fou membre de la Junta Directiva de la Unió Esportiva Figueres.
El 14 de novembre de 2018 va substituir Marta Felip en el càrrec d'alcalde de la ciutat de Figueres. A les eleccions municipals de 2019 va perdre l'alcaldia davant d'Agnès Lladó i Saus. Més endavant, el 17 de juny del 2023 va ser investit de nou alcalde de Figueres, després que el seu partit, Junts per Figueres, obtingués la majoria absoluta a les eleccions municipals.
El setembre de 2024 va denunciar un intent d'extorsió digital d'un compte d'instagram del seu municipi.